# Walson Augustin
Walson Augustin (sinh ngày 20 tháng 7 năm 1988) là một cầu thủ bóng đá người Haiti thi đấu cho Brothers Union tại Giải bóng đá ngoại hạng Bangladesh ở vị trí tiền vệ.

## Sự nghiệp
Augustin thi đấu bóng đá cho Don Bosco FC và Valencia FC ở Ligue Haïtienne trước khi ra nước ngoài. Anh dẫn đầu Valencia về số bàn thắng với 8 bàn và câu lạc bộ vô địch mùa giải 2012 lần đầu tiên.
Augustin từng thi đấu cho Đội tuyển bóng đá quốc gia Haiti, ghi một bàn thắng vào lưới Guyane thuộc Pháp trong trận giao hữu chuẩn bị cho vòng loại Cúp Caribe 2012. Anh cũng thi đấu cho Haiti ở cấp độ trẻ, ghi 2 bàn trong chiến thắng để loại Guatemala khỏi vòng loại Giải vô địch bóng đá U-20 thế giới 2007.